# Kervin Arriaga
Kervin Fabián Arriaga Villanueva (Puerto Cortés, Cortés, Honduras; 5 de enero de 1998) es un futbolista hondureño, juega de Mediocentro o Defensa central y su actual club es el Levante U. D. de la Primera División de España.

## Trayectoria

### Platense
Fue promovido al primer equipo de Platense de la mano del técnico Reynaldo Clavasquín en 2016. Al año siguiente, bajo sus órdenes, realizó su debut profesional el 5 de febrero de 2017 enfrentando a Juticalpa, en reemplazo de Brunet Hay, durante un encuentro válido por la quinta fecha del torneo Clausura 2017. El partido se disputó en el Estadio Excelsior de Puerto Cortés y los selacios lo ganaron por 3-1. Su primer gol lo marcó el 12 de abril de 2017 en el empate de 1-1 contra Real Sociedad, partido en el cual ingresó de titular y marcó a los 39 minutos de juego.
El 2 de agosto de 2017 debutó en un partido internacional durante la derrota como locales de 2-1 frente a Alianza, en un compromiso válido por el juego de ida de los octavos de final de la Liga Concacaf 2017, del cual salió expulsado al minuto 43. Un año más tarde, el 7 de noviembre de 2018, bajo la dirección técnica de Carlos Carlón Martínez, se consagró campeón de la Copa de Honduras tras vencer a Real España con marcador de 2-1 en la final. Durante su estancia en el club porteño, Kervin jugó 65 partidos y convirtió 8 anotaciones.

### Marathón
El 23 de julio de 2019 el Marathón anunció su contratación por tres años, ganándole la partida a Olimpia y Motagua, clubes que también habían pujado por adquirir sus servicios. Su debut oficial con el verde se produjo el 17 de agosto de 2019 en la victoria a domicilio de 1-0 sobre la Universidad Pedagógica. El 28 de septiembre de 2019 marcó su primer gol en el triunfo de 2-1 contra Motagua.

### Minnesota United F.C.
En 2022 dio el salto a Estados Unidos de la mano del Minnesota United F.C.de la Major League Soccer donde estuvo 2 temporadas.

### Partizán de Belgrado
En el verano de 2024 ficha por el Partizán de Belgrado de la Superliga de Serbia, donde disputará 21 partidos en todas las competiciones serbias. 

### Real Zaragoza
El 9 de enero de 2025, se hace oficial su cesión al Real Zaragoza de la Segunda División de España hasta el final de la temporada. Disputará 17 partidos y anotará un gol. 

### Levante UD
El 2 de julio de 2025, se confirma su fichaje por el Levante UD para las siguientes tres temporadas.

## Selección nacional

### Selección olímpica
El 23 de julio de 2019, el seleccionador Fabián Coito lo incluyó en la nómina de 18 jugadores convocados para disputar los Juegos Panamericanos Lima 2019 con la selección olímpica. En esa competición, Honduras alcanzó la final pero perdió la medalla de oro frente a Argentina.

#### Participaciones
| Competición                         | Sede   | Resultado        | Partidos | Goles |
| ----------------------------------- | ------ | ---------------- | -------- | ----- |
| Juegos Panamericanos Lima 2019      | Perú   | Medalla de plata | 4        | 0     |
| Torneo Preolímpico de Concacaf 2020 | México | Subcampeones     | 4        | O     |
| Total                               | Total  | Total            | 8        | 0     |

### Selección absoluta
Tras su destacada actuación con la selección olímpica, el 6 de noviembre de 2019 recibió su primera convocatoria a la selección absoluta por parte de Fabián Coito, quien lo citó para disputar las últimas dos fechas de la fase de grupos de la Liga de Naciones 2019-20 frente a Martinica y Trinidad y Tobago el 14 y 17 de noviembre, respectivamente.

#### Participaciones
| Competición              | Confederación | Resultado    | Partidos | Goles |
| ------------------------ | ------------- | ------------ | -------- | ----- |
| Liga de Naciones 2019-20 | Concacaf      | Tercer lugar | 0        | 0     |
| Total                    | Total         | Total        | 0        | 0     |

#### Goles internacionales
| #  | Fecha               | Lugar                                                    | Rival    | Gol   | Resultado | Competición                |
| -- | ------------------- | -------------------------------------------------------- | -------- | ----- | --------- | -------------------------- |
| 1. | 16 de enero de 2022 | DRV PNK Stadium, Fort Lauderdale, Estados Unidos         | Colombia | 1 - 1 | 1 - 2     | Amistoso                   |
| 2. | 13 de junio de 2022 | Estadio Olímpico Metropolitano, San Pedro Sula, Honduras | Canadá   | 2 - 0 | 2 - 1     | Liga de Naciones 2022-23   |
| 3. | 9 de junio de 2024  | Estadio Nacional de las Bermudas, Hamilton, Bermuda      | Bermudas | 1 – 0 | 6 - 1     | Eliminatorias Mundial 2026 |

## Estadísticas

### Clubes
| Club | Div.                | Temporada           | Liga  | Liga         | Copas nacionales | Copas nacionales | Torneos internacionales(1) | Torneos internacionales(1) | Total | Total | Media goleadora(2) |
| Club | Div.                | Temporada           | Part. | Goles        | Part.            | Goles            | Part.                      | Goles                      | Part. | Goles | Media goleadora(2) |
| --- | ------------------- | ------------------- | ----- | ------------ | ---------------- | ---------------- | -------------------------- | -------------------------- | ----- | ----- | ------------------ |
| Platense F. C. Honduras |                     |                     |       |              |                  |                  |                            |                            |       |       |                    |
| 1.ª | 2016-17             | 5                   | 1     | Inexistentes | Inexistentes     | Inexistentes     | Inexistentes               | 5                          | 1     | 0.2   |                    |
| 1.ª | 2017-18             | 27                  | 2     | Inexistentes | Inexistentes     | 1                | 0                          | 28                         | 2     | 0.07  |                    |
| 1.ª | 2018-19             | 33                  | 5     | Inexistentes | Inexistentes     | Inexistentes     | Inexistentes               | 33                         | 5     | 0.15  |                    |
| Total | Total               | 65                  | 8     | 0            | 0                | 1                | 0                          | 66                         | 8     | 0.12  |                    |
| C. D. Marathón Honduras |                     |                     |       |              |                  |                  |                            |                            |       |       |                    |
| 1.ª | 2019-20             | 23                  | 4     | Inexistentes | Inexistentes     | 0                | 0                          | 23                         | 4     | 0.17  |                    |
| 1.ª | 2020-21             | 24                  | 5     | Inexistentes | Inexistentes     | 3                | 0                          | 27                         | 5     | 0.19  |                    |
| 1.ª | 2021-22             | 8                   | 2     | Inexistentes | Inexistentes     | 4                | 1                          | 12                         | 3     | 0.25  |                    |
| Total | Total               | 55                  | 11    | 0            | 0                | 7                | 1                          | 62                         | 12    | 0.19  |                    |
| Minnesota United F. C. Estados Unidos |                     |                     |       |              |                  |                  |                            |                            |       |       |                    |
| 1.ª | 2022                | 25                  | 1     | 2            | 0                | Inexistentes     | Inexistentes               | 27                         | 1     | 0.04  |                    |
| 1.ª | 2023                | 20                  | 2     | 3            | 0                | 2                | 0                          | 25                         | 2     | 0.08  |                    |
| 1.ª | 2024                | 13                  | 3     | 0            | 0                | Inexistentes     | Inexistentes               | 13                         | 3     | 0.23  |                    |
| Total | Total               | 58                  | 6     | 5            | 0                | 2                | 0                          | 65                         | 6     | 0.09  |                    |
| Partizán de Belgrado Serbia |                     |                     |       |              |                  |                  |                            |                            |       |       |                    |
| 1.ª | 2024-25             | 15                  | 0     | 1            | 0                | 6                | 0                          | 22                         | 0     | 0     |                    |
| Total | Total               | 15                  | 0     | 1            | 0                | 6                | 0                          | 22                         | 0     | 0     |                    |
| Real Zaragoza · España |                     |                     |       |              |                  |                  |                            |                            |       |       |                    |
| 2.ª | 2024-25             | 17                  | 1     | Inexistentes | Inexistentes     | Inexistentes     | Inexistentes               | 17                         | 1     | 0.06  |                    |
| Total | Total               | 17                  | 1     | 0            | 0                | 0                | 0                          | 17                         | 1     | 0.06  |                    |
| Total en su carrera | Total en su carrera | Total en su carrera | 210   | 26           | 6                | 0                | 16                         | 1                          | 232   | 27    | 0.12               |
| (1) Incluye datos de la U.S. Open Cup (2022-23). (2) Incluye datos de la Liga Concacaf (2017-21), Liga de Campeones de la Concacaf (2021), Liga de Campeones de la UEFA (2024-25). (3) No incluye datos de partidos amistosos. |                     |                     |       |              |                  |                  |                            |                            |       |       |                    |

## Palmarés

### Títulos nacionales
| Título           | Club     | País     | Año  |
| ---------------- | -------- | -------- | ---- |
| Copa de Honduras | Platense | Honduras | 2018 |

### Títulos internacionales
| Título               | Club (*)        | Sede | Año  |
| -------------------- | --------------- | ---- | ---- |
| Juegos Panamericanos | Honduras sub-23 | Lima | 2019 |

(*) Incluyendo la selección.